# Liste von Bergwerken in der Städteregion Aachen

Städte und Gemeinden in der Städteregion Aachen

Die Liste von Bergwerken in der Städteregion Aachen führt die Bergwerke unter- und übertage in der Städteregion Aachen auf.

## Geschichte
Der erste Gebrauch der Kohle dürfte schon auf die Zeit der Römer in Germanien zurückreichen. Gefördert wurden unter anderem Blei und Zink. Die Steinkohlebergwerke zählen zum Aachener Revier. Die Region musste mehrfach einen regionalen Strukturwandel bewältigen, zuletzt in der zweiten Hälfte des 20. Jahrhunderts. Die Grube Carl Alexander in Baesweiler schloss 1975, die Zeche Sophia-Jacoba in Hückelhoven wurde 1997 stillgelegt.

## Liste

### Aachen
| Name               | Ortsteil       | Bergrevier | Beginn        | Ende | Teufe | Anmerkungen | Lage | Bild |
| ------------------ | -------------- | ---------- | ------------- | ---- | ----- | --- | ---- | ---- |
|                    | Lousberg       | Aachen     | Jungsteinzeit |      |       | Feuerstein | Lage |      |
| Carl-Friedrich     | Richterich     | Aachen     | 1861          | 1927 |       | Steinkohle; 1903 Schacht | Lage |      |
| Georg              | Schmithof      | Aachen     | 1905 (vor)    |      |       | Zink, Blei |      |      |
| Herrenberg         | Verlautenheide | Aachen     | 1660          | 1850 | 80 m  | Blei; zwischen Nirm und Knopp in Verlautenheide, ca. 5 km NO des Aachener Doms; 1678 bereits 3 Schächte; 1845 Schacht mit 80 m Teufe |      |      |
| Kirchfeld-Heidchen | Eilendorf      | Aachen     |               |      | 20 m  | Blei, Zink; im Ortskern von Eilendorf gelegen                                                                                        |      |      |
| Küchengrath        | Eilendorf      | Aachen     | 1905 (vor)    |      |       | Zink; bei Nirm? |      |      |
| Marienberg         | Nütheim        | Aachen     | 1905 (vor)    |      |       | Zink, Blei |      |      |
| Severin            | Eilendorf      | Aachen     | 1905 (vor)    |      |       | Zink; bei Nirm? |      |      |
| Union              | Verlautenheide | Aachen     |               |      |       | Blei; zwischenHaaren und Verlautenheide                                                                                              |      |      |
| Wolfsgrube         | Eilendorf      | Aachen     | 1905 (vor)    |      |       | Zink; bei Nirm? |      |      |
| Woltershoffnung    | Richterich     | Aachen     | 1847          |      |       | Steinkohle; 1898 Stollenbau; 1907 zu Carl-Friedrich                                                                                  |      |      |

### Eschweiler
| Name               | Ortsteil   | Bergrevier | Beginn     | Ende            | Teufe | Anmerkungen | Lage | Bild |
| ------------------ | ---------- | ---------- | ---------- | --------------- | ----- | --- | ---- | ---- |
| Albert             | Hastenrath | Düren      | 1840       | 1917            | 138 m | Zink, Blei, Brauneisenstein; Luftschutzbunker im 2. Weltkrieg | Lage |      |
| Aue                | Aue        | Düren      |            |                 |       | Steinkohle; ein Schacht |      |      |
| Centrum            | Aue        | Düren      | 1802       | 28. Feb. 1891   |       | Steinkohle; auch Zentrum oder Vereinigte Centrum genannt; 1855 1348 Beschäftigte; Schächte: Altgroßkohl, Christine, Durchfahrt, Friedrich Wilhelm (bis 1873), Gyr, Kronprinz (bis 1883), Luise, Wilhelmine (375 m, bis 1895), 1760–1891 Schlemmerich; Kunstschächte: Dampfpumpe, Gerhard, Heinrich, Herrenkunst, Neugroßkohl, Padtkohl (170 m, bis 1891) | Lage |      |
| Christiane         | Birkengang | Düren      |            |                 |       | Steinkohle |      |      |
| Christine          | Röhe       | Düren      | 1905 (vor) |                 |       | Brauneisenstein |      |      |
| Birkengang         | Birkengang | Düren      | 1581       | 1883            |       | Steinkohle; 5 Schächte; 1834 Christinenschacht; 1857 Mathiasschacht; 302 Bergarbeiter | Lage |      |
| Glücksburg         | Röhe       | Düren      | 1838       | 1884            | 92 m  | Zink, Blei, Brauneisenstein; | Lage |      |
| Ichenberg          | Eschweiler | Düren      | vor 1800   | 1825            |       | Steinkohle; 2 Schächte |      |      |
| Jeremiasgrube      | Duffenter  | Düren      |            |                 |       | Zink, Blei, Eisen; südwestlich vom Duffenter |      |      |
| Marienhain         | Hastenrath | Düren      | 1905 (vor) |                 |       | Zink |      |      |
| Propstei           | Aue        | Düren      | 1701       | 1879            | 300 m | Steinkohle; Schächte 1–7 | Lage |      |
| Reserve            | Nothberg   | Düren      | 1856       | 28. Sep. 1944–? |       | Steinkohle; zwischen den Stadtteilen Bergrath und Nothberg; mind 4 Schächte; 1856 Schacht Wilhelm (bis 1874); 1847 Heinrichsschacht (bei Weisweiler); bis zu 700 Mitarbeiter |      |      |
| Weisweiler         | Weisweiler | Düren      | 19. Jh.    |                 |       | Steinkohle |      |      |
| Zur Guten Hoffnung | Volkenrath | Düren      | 1880       | 1884            |       | Erz; auch als Gute Hoffnung bezeichnet; mind. 2 Schächte |      |      |
| Tagebau Zukunft    | Eschweiler |            | 1910       | 1987            |       | Braunkohle-Tagebau |      |      |

### Herzogenrath
| Name                   | Stadt-Stadtteil | Beginn | Ende | Anmerkungen                            |
| ---------------------- | --------------- | ------ | ---- | -------------------------------------- |
| Tagebau Maria Theresia | Herzogenrath    | 1861   | 1982 | heute Naturschutzgebiet Maria Theresia |
| Tagebau Ottilie        | Herzogenrath    |        |      | [ 17 ]                                 |

### Simmerath
| Name      | Ortsteil     | Bergrevier | Beginn             | Ende | Teufe  | Anmerkungen                | Lage                                           | Bild |
| --------- | ------------ | ---------- | ------------------ | ---- | ------ | -------------------------- | ---------------------------------------------- | ---- |
| Simmerath | Erkensruhr   | Düren      | 12. Jun. 1891(vor) |      | [ 18 ] | Schieferstollen            | bei der Erkensruhr und Wüstebach, Auswahl Lage |      |
| Simmerath | Huppenbroich |            |                    |      |        | Schieferabbau unterirdisch | Tiefenbachstraße Lage                          |      |

### Monschau
| Name                    | Ortsteil            | Bergrevier | Beginn                                          | Ende                     | Teufe               | Anmerkungen                    | Lage                                | Bild |
| ----------------------- | ------------------- | ---------- | ----------------------------------------------- | ------------------------ | ------------------- | ------------------------------ | ----------------------------------- | ---- |
| Schloßschieferbruch     | Monschau Altstadt   |            | ab etwa 17. Jahrhundert mit Unterbrechungen bis | letzte Tätigkeit um 1900 | Ebenerdige Einfahrt | Dachschieferabbau unterirdisch | Kirchstraße unterhalb der Burg Lage |      |
| Magdalenenschieferbruch | Monschau Dreistegen |            |                                                 |                          |                     | Dachschieferabbau unterirdisch | Dreistegen Lage                     | }    |

### Stolberg (Rheinland)
| Name                | Ortsteil               | Beginn     | Ende          | Teufe | Anmerkungen | Lage | Bild |
| ------------------- | ---------------------- | ---------- | ------------- | ----- | --- | ---- | ---- |
| Adrienne            | Mausbach-Diepenlinchen |            |               |       | Zink, Blei, Eisen; zu Diepenlinchen |      |      |
| Aline               | Mausbach-Fleuth        |            |               |       | Eisen; südlich von Mausbach-Fleuth, bis Krewinkel u. Vicht reichend |      |      |
| Altwerk             | Zweifall               |            |               |       | Eisen; südwestlich des Vichtbaches |      |      |
| Alter Simon         | Mausbach-Diepenlinchen |            |               |       | Zink, Blei, Eisen; westlich von Neuer Simon; zu Diepenlinchen |      |      |
| Anna                | Mausbach               | 1863 (vor) |               |       | Eisen; nördlich des Forstdienstgehöfts Alt-Süssendell, bis Krewinkel u. Vicht reichend |      |      |
| Atsch               | Münsterbusch           | 14. Jh.    | 1870          | 220 m | Steinkohle; | Lage |      |
| Bilsteingrube       | Stolberg               |            |               |       | Zink, Blei, Eisen; um den Hochwegerhof bis zur Duffenterstraße gelegen; Schacht mit 17 m |      |      |
| Breinigerberg       | Breinigerberg          | 1856       | 1883          | 105 m | Zink, Blei, Eisen; nordwestlich an den Ort Breinigerberg angrenzend, bis ins Vichttal reichend; Konsolidationen um ca. 1875;Schächte: Bleigrube, Brett, Duhm, Emilie/Maria (1847, 105 m), Fetis, Gosselin, Haas I+II, Henriette, Hermannstein I+II, Hillmann, Karl, Keller, Königreich, Lintert, Loenie, Lohkuhl, Quarsack I+II+III, Schlangenberg I+II, Schleicher, Steffens, Toschee I+II, Wasserbund; 700 Mitarbeiter | Lage |      |
| Burgberg            | Neuenhammer            |            |               |       | Eisen; östlich vom Neuenhammer |      |      |
| Burgholz            | Mausbach               |            |               |       | südl. des Hammerbergs zwischen Vichtbach, Mausbach u. Werth |      |      |
| Brockenberg         | Büsbach                |            |               |       | Zink, Blei, Eisen; zu Büsbacherberg |      |      |
| Büsbacherberg       | Büsbach                | 1830 (vor) | 1889          |       | Zink; 1846 Stollen (310 m Länge); 1830 Luziliaschacht (80 m Teufe); 1846 Liliasschacht mit 53 m; Okt. 1830 neu verliehen |      |      |
| Conrad              | Vicht                  |            |               |       | Gold; südwestlich von Vicht |      |      |
| Cornelia            | Breinig-Schützheide    | 1853       | 1922          | 138 m | Zink, Blei, Eisen; Konsolidation; 300 Belegschaftsmitglieder | Lage |      |
| Dommelstein         | Breinig                |            |               |       | Zink, Blei, Eisen; von westlich der Bleihütte Binsfeldhammer bis Breinigerberg reichend u. teilweise identisch mit dem Gelände des als Rüst bekannten Steinbruch; bei Stolberghammer |      |      |
| Diepenlinchen       | Mausbach-Diepenlinchen | 2/3. Jh.   | 1919/42       | 400 m | Zink, Blei, Eisen; Abbau schon zur Römerzeit; 1809 verliehen; Hauptschacht (3,00 × 1,25 m × 300 m); Froschschacht; 1855 Widmannschacht (5,65 m × 3,0 m × 150 m, oval); insgesamt 15 Schächte; 800 Bergleute; Gesamtförderung: ca. 500.000 t Blei- und Zinkerze; Flotation bis 1942 in Betrieb. | Lage |      |
| Erfelbusch          | Mausbach-Fleuth        |            |               |       | Eisen; südlich von Mausbach-Fleuth, bis Krewinkel u. Vicht reichend |      |      |
| Gottessegen         | Eilendorf              |            |               |       | Galmei; östlich von Eilendorf auf dem Gelände der Kalkwerke Thelen gelegene Erzgrube |      |      |
| Hammerberg          | Stolberg               |            |               |       | Zink, Blei, Eisen; in der gleichnamigen Flur gelegen, heute Naturschutzgebiet Hammerberg; |      |      |
| Hassenberg          | Stolberg               |            |               |       | Zink, Blei, Eisen |      |      |
| Henriette           | Mausbach-Diepenlinchen |            |               |       | verliehen auf Gold!; westlich von Diepenlinchen, südwestlich von Vicht; zu Diepenlinchen |      |      |
| Hitzberg            | Mausbach-Diepenlinchen |            |               |       | Zink, Blei, Eisen; östlich von Neuer Simon; zu Diepenlinchen |      |      |
| James               | Münsterbusch           | 1825       | 10. Jul. 1891 | 150 m | Steinkohle, Zink, Blei, Eisen; Schächte: Glück-auf, James, Amalia, Carl, Caroline, 1877 Heinrich | Lage |      |
| Julius              | Breinig                |            |               |       | Eisen; nordwestlich von Breinig |      |      |
| Löwe                | Zweifall               |            |               |       | Eisen; südwestlich von Zweifall |      |      |
| Mausbacher Bleiberg | Mausbach-Diepenlinchen | 1947       | 1968          |       | Blei, Zink, Kupfer; Tagebau dient heute als Mülldeponie |      |      |
| Mausbacher Hecke    | Mausbach-Diepenlinchen |            |               |       | Zink, Blei, Eisen; zu Diepenlinchen |      |      |
| Münsterfeld         | Zweifall               |            |               |       | Weißbleierz, Galmei, Schwefelkies; nördlich von Zweifall bis Vicht |      |      |
| Nachtigall          | Vicht                  |            |               |       | Zink, Blei, Eisen; westlich des Vichtbaches in Höhe von Unter-Vicht |      |      |
| Neuer Simon         | Mausbach-Diepenlinchen |            |               |       | Zink, Blei, Eisen; ca. 200 m östlich von Diepenlinchen; zu Diepenlinchen |      |      |
| Niederlage          | Zweifallshammer        |            |               |       | Blei; im Kallbachtal |      |      |
| Petersglück         | Katzhecke              |            |               |       | Zink, Blei, Eisen; östlich von Katzhecke und oberer Bergstraße |      |      |
| Pfeifenberg         | Vicht                  |            |               |       | Zink, Blei, Eisen; westlich des Vichtbaches in Höhe von Unter-Vicht |      |      |
| Ravelsberg          | Mausbach-Diepenlinchen |            |               |       | Zink, Blei, Eisen; nördlich von Diepenlinchen; zu Diepenlinchen |      |      |
| Rochenberg          | Zweifall               |            |               |       | Eisen; nördlich von Zweifall |      |      |
| Römerfeld           | Mausbach-Diepenlinchen | 19. Jh.    | 1894          | 72 m  | Zink, Blei, Eisen; östlich von Diepenlinchen |      |      |
| Rüst                | Breinig                |            |               |       | Zink, Blei, Eisen; von westlich der Bleihütte Binsfeldhammer bis Breinigerberg reichend u. teilweise identisch mit dem Gelände des als Rüst bekannten Steinbruch; bei Stolberghammer |      |      |
| Schlangenberg       | Breinig                |            |               |       | Zink, Blei, Eisen; zu Breinigerberg |      |      |
| Stockumerberg       | Breinig                |            |               |       | Eisen |      |      |
| Süssendell          | Vicht                  |            |               |       | Eisen; südlich des gleichnamigen Forstdienstgehöfts Alt-Süssendell östlich von Vicht |      |      |
| Weißenberg          | Mausbach               |            |               |       | Erz; Tagebau; im Bereich Burgholz zwischen Vichtbach, Mausbach u. Werth |      |      |
| Wilhelmine          | Münsterbusch           |            |               |       | Zink, Blei, Eisen; zwischen Münsterbusch u. Freund |      |      |
| Wolfeter Hoffnung   | Münsterbusch           |            |               |       | Zink, Blei, Eisen; im Grubenfeld Hammerberg |      |      |
| Zufriedenheit       | Münsterbusch           | 1829       | 1863          |       | Zink, Blei, Brauneisenstein; zu Albert |      |      |